# Jakub Bajloni
Jakub Bajloni (srbsky Jakov Bajloni, 8. července 1839 Litomyšl – 20. dubna 1902 Bělehrad) byl český pivovarnický podnikatel dlouhodobě působící v Srbském království, člen česko-srbského podnikatelského rodu Bajloni.

## Životopis

### Mládí
Narodil se v Litomyšli ve východních Čechách, na území tehdejšího Rakouského císařství, v rodině koželuha Ignáce Bajloniho. Rodina byla italského původu, Jakubův praděd Jan přišel do Litomyšle roku 1776 z Lombardie. Po vychození obecné školy se vyučil bednářskému řemeslu v jednom z vídeňských pivovarů.
V roce 1855 se přestěhoval se svým otcem Ignácem, matkou, sourozenci a rodinou strýce, mlynáře Antonína Němce, kteří se do Srbska přesunuli v předchozích několika letech kvůli zapojení Ignáce a Antonína do revolučních událostech roku 1848 v českých zemích, mj. i do Pražského červnového povstání, po jehož potlačení čelily v Čechách obě rodiny politickým perzekucím. Nejprve byl zaměstnán u bednářské a sudařské firmy Kincel, od roku 1858 pak pracoval v nově otevřeném rodinném hostinci na tržnici Tobdžija v Bělehradě, který Bajloniovi provozovali do roku 1870. Ten byl zdejším centrem české komunity a sídlem jejích krajanských spolků.

### Pivovar Bajloni

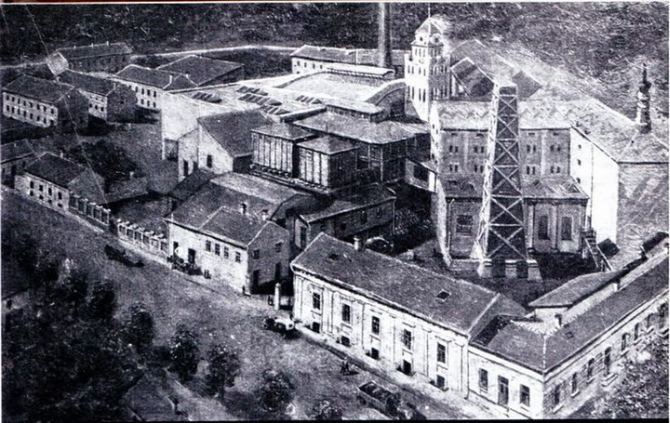
Areál pivovaru Bajloni v Bělehradě

Jeho jméno rovněž spojováno s rozvojem pivovarnictví v Srbsku. S využitím svých zkušeností s výrobou pivních sudů vycítil příležitost k pivovarnickému podnikání v Bělehradě a připojil se ke skupině bělehradských obchodníků, kteří v roce 1871 založili První srbskou pivovarskou společnost (Prvo srpsko pivarsko društvo), kde následně figuroval jeden z hlavních akcionářů a člen představenstva. Součástí tohoto podniku byl i malý pivovar na rohu ulic Skadarska a Cetinjska, který koupila společnost Ignjat Bajloni a synové. Jakov jako jeho manažer udělal vše pro to, aby zde vznikl velký a moderní pivovar: provoz prošel rozsáhlou přestavbou a následně se stal jedním z nejmodernějších v zemi. Za účelem rozšíření areálu byly firmě poskytnuty úvěry, zakoupeny a zastavěny sousední parcely a dovezeno moderní pivovarské zařízení z českých zemí a Německa. Jako jeden z prvních ve městě využíval elektřinu z první bělehradské elektrárny. Na Světové výstavě v roce 1900 v Paříži získal za své výrobky významná průmyslová ocenění.
Po smrti otce Ignáce roku 1875 se Jakub staral o rodinný pivovar, bratr Antonín, který se u strýce vyučil mlynářem, provozoval firmou vlastněné mlýny. Mlynářství Bajloni se v dalších desetiletích stalo jednim z největších průmyslových podniků svého druhu v zemi.

### Války s Osmanskou říší
Jakub Bajloni se jako voják se také účastnil osvobozovacích válek Srbska proti Osmanské říši, srbsko-turecké a rusko-turecké války v letech 1876 až 1878. Za své válečné zásluhy obdržel válečnou medaili a Řád Takovského kříže III. stupně. Během obou válek se mj. mlynářství Bajloni stalo předním dodavatelem mouky pro srbskou armádu a mlýny firmy následně pracovaly v téměř nepřetržitém provozu.

### Národní banka Srbska
Jako schopný a energický podnikatel se rychle dostal na vrchol obchodní a průmyslové buržoazie v Srbsku. Na prvním shromáždění akcionářů Národní banky Srbska (Narodna banka Srbije) roku 1884 byl zvolen členem jejího představenstva a v této funkci setrval až do své smrti. Je jedním ze zakladatelů Srbské plavební společnosti (Srpsko brodarsko društvo) a jejím dlouholetým prezidentem. Rovněž byl členem představenstva Správy státních monopolů, členem průmyslové komory a mecenášem spolku Bělehradská živnostenská mládež. V 90. letech 19. století byl předsedou českého krajanského spolku Lumír.
Jakub Bajloni zemřel 20. dubna 1902 v Bělehradě. Byl pohřben na zdejším Novém hřbitově.

## Rodina
Ožení se s Marií Valuhovou, dívkou českého původu a neteří známého bělehradského knihkupce. Měli dva syny: Ignáce (Ignjat, 1876–1935), pozdějšího známého průmyslníka a guvernéra Národní banky Srbska, a Antonína (Anton), mlynářského podnikatele.